# Yeşilpınar, Varto
Yeşilpınar là một xã thuộc huyện Varto, tỉnh Muş, Thổ Nhĩ Kỳ. Dân số thời điểm năm 2011 là 463 người.